# Руони (Олбија-Темпио)
Руони је насеље у Италији у округу Сасари, региону Сардинија.
Према процени из 2011. у насељу је живело 375 становника. Насеље се налази на надморској висини од 77 м.